# Porúbka, Bardejov
Porúbka este o comună slovacă, aflată în districtul Bardejov din regiunea Prešov. Localitatea se află la altitudinea de 170 m deasupra n.m., se întinde pe o suprafață de 2,96 km2 și în 2017 număra 227 de locuitori. Se învecinează cu comuna Hankovce, Bardejov.

## Istoric
Localitatea Porúbka este atestată documentar din 1427.

## Demografie
| An:                | 1994 | 2004   | 2014   | 2024   |
| ------------------ | ---- | ------ | ------ | ------ |
| Număr de persoane: | 244  | 238    | 218    | 213    |
| Diferență:         |      | −2,45% | −8,40% | −2,29% |

| An:                | 2023 | 2024   |
| ------------------ | ---- | ------ |
| Număr de persoane: | 219  | 213    |
| Diferență:         |      | −2,73% |